# Boulevard René-Lévesque (Québec)
Pour les articles homonymes, voir Boulevard René-Lévesque, René Lévesque (homonymie) et Lévesque.
Le boulevard René-Lévesque (anciennement appelé boulevard Saint-Cyrille) est une des artères principales du centre-ville de Québec.

## Situation et accès
Il traverse en partie la colline de Québec d'ouest en est. Débutant dans la Cité-Universitaire, il traverse une zone résidentielle avant de se terminer au cœur de la colline parlementaire.

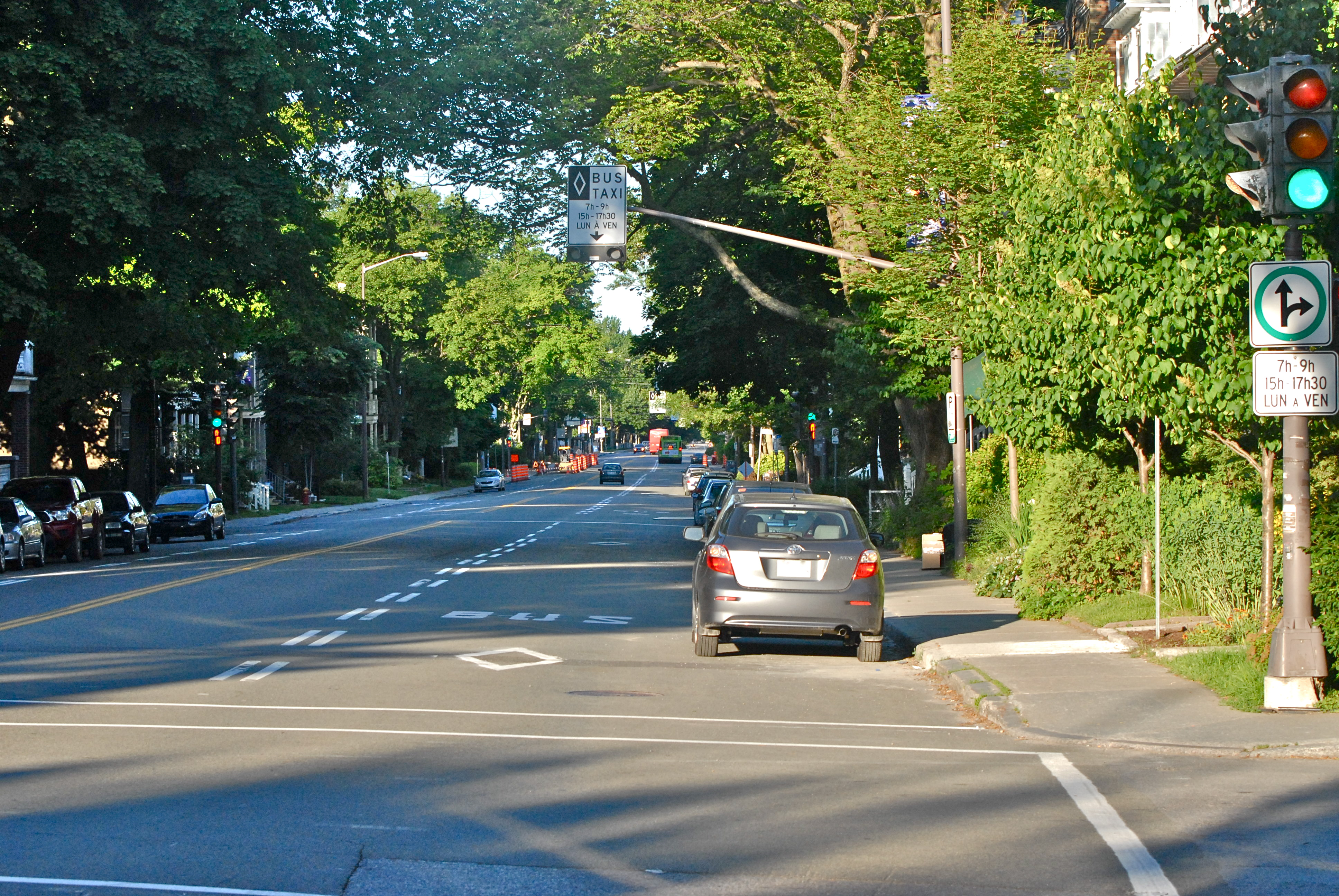
Le boulevard dans sa portion du quartier Montcalm.

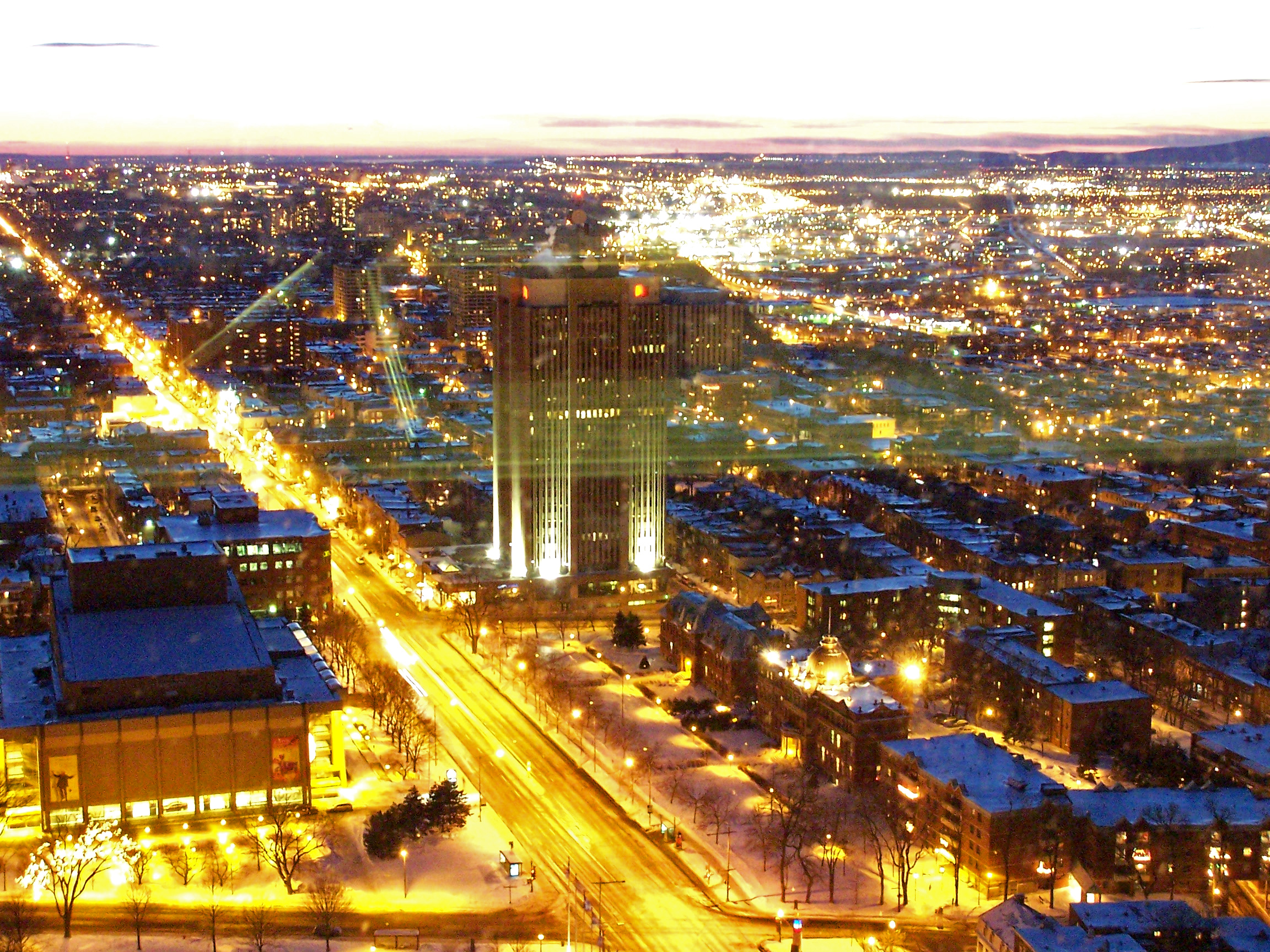
Vue du boulevard à partir de l'Édifice Marie-Guyart.

Orienté parallèlement au fleuve Saint-Laurent sur la colline de Québec, selon un axe du nord-est au sud-ouest, il origine des quartiers centraux de Québec, plus précisément la colline du Parlement, traverse les quartiers Saint-Jean-Baptiste, Montcalm et Saint-Sacrement et se termine à l'arrondissement de Sainte-Foy–Sillery, situé à l'ouest.
Sa situation géographique centrale dans la haute-ville et en tant qu'axe traversant celle-ci d'ouest en est, depuis l'université Laval jusqu'au siège de l'Assemblée nationale, en fait l'axe principal du transport en commun de la haute ville de Québec, étant utilisé entre autres par le Métrobus. C'est également un parcours privilégié de nombreux défilés, tel celui du carnaval de Québec, ainsi que de manifestations politiques.

## Origine du nom
Il rend honneur à René Lévesque (1922-1987), Premier ministre.

## Historique
Cette artère s'appelait autrefois le « boulevard Saint-Cyrille ». À la fin du XIXe siècle, ce nom désignait une courte rue à l'extérieur du Vieux-Québec. Elle fut prolongée graduellement au cours de la première moitié du XXe siècle. Vers l'ouest, on y intégra notamment une portion de l'ancien chemin Gomin. Le boulevard reçut son nom actuel en 1992.

## Bâtiments remarquables et lieux de mémoire
- Hôtel du Parlement du Québec
- Place Québec
- Centre des congrès de Québec
- Hôtel Hilton
- Place Hauteville
- Édifice du Centre-Ville
- Édifice Marie-Guyart
- Édifice Assurances La Capitale Inc. (Siège social)
- Grand Théâtre de Québec
- 150 René-Lévesque Est
- Collège Saint-Charles-Garnier
- Maison Gomin
- Université Laval

### Parcs et promenades
- Parc de l'Amérique-Française
- Promenades des Premiers Ministres du Québec

### Divers
- Dans sa portion ouest, le boulevard passe entre les cimetières catholique et juif.
- Le premier ministre René-Lévesque est enterré dans le cimetière catholique Saint-Michel que longe ce boulevard nommé en sa mémoire.
- Le boulevard René-Lévesque fut un lieu d'affrontements importants entre manifestants et policiers à l'occasion du Sommet des chefs d'État des Amériques de 2001.
- L'administration municipale met actuellement au point un projet de piste cyclable sur le boulevard René-Lévesque, afin de créer un axe est-ouest direct et fonctionnel pour les cyclistes. Le projet est contesté par des commerçants qui s'opposent à la diminution du nombre d'espaces de stationnement pour automobiles.